# Lupuline

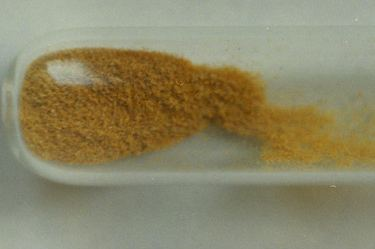
Lupuline.

Lupuline is een bittere, gele stof die uit de vrouwelijke hopplant (Humulus lupulus) wordt gewonnen. Het is het werkzame bestanddeel uit hop dat bier langer houdbaar maakt en zijn bittere smaak geeft.

## Winning
Lupuline wordt gewonnen uit de vruchtkegels, de hopbellen (Strobuli lupili), van de vrouwelijke hopplant. Het heeft als doel de plant te beschermen tegen bedreigingen van buitenaf zoals aanvallen van micro-organismen. De hopbellen worden geplukt als zij rijp zijn rond augustus/september. De vruchtkegels worden vervolgens gedroogd, uitgeklopt en gezeefd. Lupuline blijft dan over.
De hopplant wordt wereldwijd geteeld, voornamelijk in Zuid-Duitsland, Noordwest Amerika, Tsjechië, Joegoslavië, Engeland. In Vlaanderen was de teelt van belang rond Aalst en in de Westhoek. Sinds 1997 wordt er met behulp van EU-subsidie ook weer hop in Nederland geteeld, zowel in Schijndel, Reijmerstok en in Epe. In 2018 zijn er 2 velden gebouwd in Zuidbroek en Veenhuizen. Hier wordt op een professionele manier hop verbouwd.

## Toepassingen
Rond de 13e eeuw werd ontdekt dat hop kon worden gebruikt om bier langer houdbaar te maken.
Hop stond ook bekend als middel om klachten in de menopauze te verlichten. In Gent (België) ontdekte professor Denis De Keukeleire in lupuline de hormonale stof hopeïne (8-prenylnaringenine), een fyto-oestrogeen, een stof die structurele gelijkenissen toont met oestrogenen.
Hop bevat hopeïne en xanthohumol, een tevens in lupuline aanwezige anti-kankerverbinding.